# Église Saint-Pierre d'Hargicourt
L'église Saint-Pierre d'Hargicourt est une église située à Hargicourt, en France.

## Localisation
L'église est située sur la commune de Hargicourt, dans le département de l'Aisne.